# La Grande Triple Alliance internationale de l'Est
Pour les articles homonymes, voir Triple alliance.
La Grande Triple Alliance internationale de l'Est est un collectif artistique, actif depuis le début des années 2000 et localisé géographiquement entre Metz, Strasbourg, Bruxelles et Rome. 

## Présentation
Le collectif se crée entre Metz et Strasbourg au début des années 2000.
Le logo du collectif est une croix catholique associée à une croix de Lorraine, ce qui donne une croix à trois branches,. On retrouve ce symbole apposé sur toutes les sorties de disques, affiches de concert, expositions et tout type d'événements liés au collectif,.

## Artistes présents dans La Grande Triple Alliance Internationale De l'Est
- A.H. Kraken
- Crack Und Ultra Eczema
- Cradle Of Smurf
- Unas
- Bière
- The John Merricks
- The Normals
- Mil Mascaras
- Kania Tieffer
- 1400 Points de Suture
- The Feeling of Love
- The Dreams
- Cachette à Branlette
- The Anals
- The Ananas
- Delacave[6]
- Scorpion Violente
- Noir Boy George[4]
- Hess
- Sida
- Gouffre d'un Pôle à l'Autre
- Junkie Brewster
- Streets Beggars
- Cheb Samir and the Black souls of leviathan
- Jean Poultre et l'Abbé Fretard
- 1981
- Télédétente 666
- Le Renard
- Le chemin de la honte
- Julie normal
- Geoffrey Kayser
- Maria Violenza
- Holiday Inn
- Christophe Clébard
- Marietta
- Plastobéton
- Le Chômage
- Le Sport
- Ventre de Biche
- La Race
- Mr Marcaille
- Juju et les andouillettes électriques
- Le Flew Blew Crew